# Daucus carota subsp. gummifer
Daucus carota subsp. gummifer é uma subespécie de planta com flor pertencente à família Apiaceae. 
A autoridade científica da subespécie é (Syme) Hook.f., tendo sido publicada em Student Fl. Brit. Isl. ed. 3 185 (1884).

## Portugal
Trata-se de uma subespécie presente no território português, nomeadamente em Portugal Continental.
Em termos de naturalidade é nativa da região atrás indicada.

## Protecção
Não se encontra protegida por legislação portuguesa ou da Comunidade Europeia.